# Beatogordius raphaelis
Beatogordius raphaelis är en tagelmaskart som först beskrevs av Lorenzo Camerano 1893.  Beatogordius raphaelis ingår i släktet Beatogordius och familjen Chordodidae. Inga underarter finns listade i Catalogue of Life.